# Vocal semicerrada posterior redondeada
La vocal semicerrada posterior redondeada (escucharⓘ) es un tipo de sonido vocálico que se usa en algunas lenguas habladas. El símbolo que se emplea para representarlo en el Alfabeto Fonético Internacional es o, y su equivalente en el sistema X-SAMPA es o.

## Características
- Su abertura es entre semicerrada y media, lo que significa que la lengua se sitúa a medio camino entre una vocal media y una vocal cerrada.
- Su localización es posterior, lo que significa que la lengua se sitúa tan atrás como sea posible en la boca sin crear una constricción que se pueda calificar como consonante.
- Es una vocal redondeada, lo que significa que los labios están abocinados y sus superficies interiores expuestas.

## Aparece en
- Francés: porte [pɔʁt] 'puerta'
- Italiano: fuoco ['fwɔko] 'fuego'
- Portugués fogo [ˈfɔgu] 'fuego'